# Gare de Voiron
Gare de Voiron – stacja kolejowa w Voiron, w departamencie Isère, w regionie Owernia-Rodan-Alpy, we Francji.
Jest stacją Société nationale des chemins de fer français (SNCF), obsługiwaną przez pociągi TER Rhône-Alpes.
Stacja została otwarta w 1857 roku przez przedsiębiorstwo kolejowe Compagnie des chemins de fer de Paris à Lyon et à la Méditerranée (PLM).